# Adobe Director
Adobe Director (anteriormente Macromedia Director) é uma aplicação criada pela Macromedia, agora parte da Adobe. Permite a criação de conteúdo multimídia interativo e complexo para distribuição em mídia (CD-ROM, DVD) ou apresentação em quiosques. O aplicativo usa metáforas do meio teatral ou cinematográfico em seu ambiente de edição, como stage (palco) para a área de edição, cast (elenco) para os objetos que podem ser inseridos e score (roteiro) para o modo e o momento em que cada membro do elenco é mostrado.
Pode incorporar vários tipos de conteúdo dos mais diversos formatos de arquivo de imagem, som e vídeo como por exemplo: AVI, JPEG, QuickTime, BMP, etc. Apesar de suportar vários formatos de arquivo, é na verdade apenas um integrador para eles e supõe que foram produzidos em outras aplicações.
Possui uma linguagem de script chamada Lingo que permite controlar os elementos apresentados. A funcionalidade do programa pode ser estendida através de plug-ins chamados Xtras, fornecidos por outras empresas ou desenvolvidos em C++ usando o Macromedia XDK. Pode também criar arquivos executáveis autônomos das apresentações, chamados de projetores, os quais podem ser executados em Windows e Macintosh.
Surgiu no final dos anos 80 em uma versão para o Apple Inc. Macintosh. No começo dos anos 90 ganhou uma versão para Windows. Foi bastante popular na metade e fim dos anos 90, vários artistas lançaram CDs com faixas interativas produzidas com Director.